# Hispanoamerické války za nezávislost
Hispanoamerické války za nezávislost byly sérií ozbrojených konfliktů v amerických územích Španělské koloniální říše, které probíhaly v první třetině 19. století. Jeden tábor se považoval za americké vlastence, revolucionáře a požadoval nezávislost na Španělském království, druhou stranu konfliktu tvořili realisté (Realistas, resp. roajalisté) loajální španělskému králi. Lze je považovat za války za nezávislost, nebo i občanské války. K nárůstu požadavků na nezávislost na oslabené mateřské zemi přispěla mimo jiné španělská válka za nezávislost v rámci Napoleonských válek a abdikace Bourbonů z trůnu v roce 1808, myšlenky osvícenství, inspirace vyhlášení Deklarace nezávislosti Spojených států amerických na Británii z roku 1776 a Haitská revoluce (1791–1804). Napětí v Americe vytvářelo i daňové zatížení či nutnost obchodovat pouze prostřednictvím španělských lodí.
Jako odpověď na korunování krále Josefa Bonaparte vznikaly ve španělské Americe mezi roky 1808 a 1811 vládní junty, které odmítaly Bonaparteho a zprvu byly loajální k sesazenému Ferdinandovi VII. Neochota amerických vládních junt podrobit se Nejvyšší centrální radě vzniklé ve Španělsku postupem času vedla k radikalizaci postoje a požadavku na úplnou nezávislost a přerostla do ozbrojeného boje mezi realisty a patrioty. Od roku 1810 začala různá americká území vyhlašovat nové nezávislé národní státy republikánského zřízení, které ustanovily velké osvoboditelské armády (především kolem postav José de San Martín, Antonio José de Sucre a Simón Bolívar). Nezávislost nových států byla utvrzena v roce 1824, po vítězství revolucionářů v bitvě u Ayacucha. Po ztrátě přístavu Callao v lednu 1826 zůstaly jedinými územími v Americe ovládanými Španěly pouze Kuba a Portoriko.
Spojené státy americké, Francie a Spojené království navázaly obchodní vztahy s novými americkými vládami a následně uznaly jejich nezávislost během 20. let 19. století. Španělsko se vzdalo snah o znovuzískání pozic až v 30. letech, po smrti Ferdinanda VII.

## Důsledky
Mezi hlavní důledky osamostatnění hispanoamerických států patří zánik španělského obchodního monopolu a protekcionismu, což vedlo ke zchudnutí mnoha amerických území, která nebyla schopná konkurovat evropskému průmyslu. Po vlně vzniku nových států na bývalém území Španělů a po osamostatnění Brazilského císařství (1822) zůstaly v regionu Latinské Ameriky a Karibiku pouze španělská Kuba a Portoriko a kolonie jiných evropských koloniálních mocností (Nizozemské království, Francie, Spojené království, Dánsko, Švédsko), především v Malých Antilách.
Nedošlo k naplnění snu Simóna Bolívara o vzniku jednoho státu na celém území Hispanoameriky a nové státy vznikaly na bázi principu utipossidetis. Hnutí za nezávislost vedlo k desintegraci původních španělských místokrálovství a kapitanátů. Bezprostředním důsledkem válek za nezávislost byl vznik 6 nových států:
- první Mexické císařství
- Velká Kolumbie
- Spojené provincie La Platy
- Chile
- Peru
- Bolívie

Dále existovalo v místokrálovství Río de la Plata autonomní hnutí, které si úspěšně udrželo vlastní vládu, což vedlo k ustanovení dalšího státu:
- Paraguay

První Mexické císařství se již v roce 1823 rozdělilo na Mexiko a Spojené provincie Střední Ameriky (pozdější Federativní republika Střední Ameriky). Od Velké Kolumbie se oddělila Venezuela a Ekvádor (oba 1830). Panama zůstala pod správou Kolumbie až do roku 1903. Uruguay se definitivně osamostatnil na Sjednocených provinciích a Brazílii v roce 1828. Federativní republika Střední Ameriky se mezi roky 1838-1841 rozpadla na Guatemalu, Honduras, Salvador, Nikaraguu a Kostariku. Dominikánská republika se na Španělsku osamostatnila v prosinci 1821 a již v únoru 1822 byla anexována sousedním Haiti.